# Gnophomyia distifurcula
Gnophomyia distifurcula är en tvåvingeart som beskrevs av Alexander 1943. Gnophomyia distifurcula ingår i släktet Gnophomyia och familjen småharkrankar.
Artens utbredningsområde är Peru. Inga underarter finns listade i Catalogue of Life.